# 經濟剩餘
經濟剩餘（英語：economic surplus）是用於經濟學的一種概念，可分為消费者盈余、生产者盈余，及兩者加總形成的總盈餘。

## 消费者剩余
消费者剩余（consumer surplus）是指购买者的支付意愿减去购买者的实际支付量。消费者剩余衡量了购买者自己感觉到所获得的额外利益。例如某场电影票价为20元，可是消费者認為其應價值50元，那么消费者剩余则是30元。如果想尊重买者的偏好，那么消费者剩余不失为经济福利的一种好的衡量标准。
我們也可以從無異曲線分析中看出消费者剩余。
{\displaystyle \Delta CS={\frac {1}{2}}\left({Q_{1}+Q_{0}}\right)\left({P_{1}-P_{0}}\right)}

## 生产者剩余
生产者剩余（producer surplus）是生產者心中願意售出的最低價格與實際賣出的價格的差距。假設生產者願意賣出奶茶的最低價格為20元，而實際卻以30元的價格賣出，那麼生產者剩餘就是10元。

## 總剩餘
總剩餘（total surplus）是指消费者剩余和生产者剩余的總和。總剩餘可以衡量社會的經濟福利。消費者剩餘是買者從參與市場活動中得到的利益，而生產者剩餘是賣者得到的利益。因此，常把總剩餘作為社會經濟福利的衡量指標。
以剛才的例子作為例子：
```
 
```

由於買者支付的量等於賣者得到的量，因此：
```
 
```

這場電影的社會總福利是50-5=45元。